# 第40砲兵旅団 (国家人民軍)
第40砲兵旅団（ドイツ語: 40. Artilleriebrigade, 40. ABR）は、国家人民軍地上軍（東ドイツ陸軍）が有した旅団の1つ。地上軍司令部(Kdo. LaSK)の直属部隊であり、ベルリン南部のブランケンフェルデに駐屯した。仮に有事が宣言され、戦時編成であるベルリン特別集団(Besondere Gruppierung Berlin)が結成された際には、同集団の主火砲戦力として展開する事とされていた。

## 歴史
第40砲兵旅団は1986年に結成され、当時地上軍司令部に直属した平時編成の部隊の内、唯一の戦術砲兵部隊であった。また国境警備隊と隊員・装備の一部を予備戦力として共有していた。具体的には、第26偵察中隊(Aufklärungsbatterie-26)、第26ミサイル砲兵支隊(Geschoßwerferabteilung-26)のRM-70ロケット砲車18両、第26砲兵連隊(Artillerieregiment-26)の122mm榴弾砲M-30および130mmカノン砲M-46それぞれ18門ずつがこれに含まれる。国家人民軍のベルリンへの展開はベルリン協定に対する違反であり、西側諸国は外交ルートを通じて定例の軍事パレードなどにも抗議を行なっていた。このため、当初はベルリンへの展開が予定されていた第40砲兵旅団はブランケンフェルデへ移り、駐屯地は1988年に完成した。

## 組織・装備
第40砲兵旅団は平時から全人員の動員が行われており、次のような下級編成を含んだ。
- 指揮中隊(Führungsbatterie)
- 偵察中隊(Aufklärungsbatterie)
- 第1大隊(1. Abteilung) - D-30 122mm榴弾砲18門
- 第2大隊(2. Abteilung) - D-30 122mm榴弾砲18門
- 第3大隊(3. Abteilung) - M-46 130mmカノン砲18門
- 第4大隊(4. Abteilung) - RM-70ロケット砲車18両
- 補修中隊(Instandsetzungskompanie)
- 物資警護中隊(Kompanie materielle Sicherstellung)

1989年の政変の影響を受けた軍縮の一環として、第40砲兵旅団も同年に再編成が行われている。この際に第3大隊は解散し、第4大隊も2個中隊（MR-70ロケット砲車12両）に縮小され、同編成のまま1990年10月2日の解散を迎えた。

## 活動
国家人民軍では西ベルリンの占領および米英仏駐留軍の排除を目的とした戦争計画が複数回立案されており、これらは「中央」作戦(Operation Mitte)、「衝撃」作戦(Operation Stoß)、「中心」作戦(Operation Zentrum)などの作戦名が与えられていた。1980年代半ばの計画では、およそ32,000人の将兵、およそ400両の戦車、およそ400両の装甲車両、およそ450門の火砲等が投入されることとされていた。これらの戦力により構成される戦時編成がベルリン特別集団である。集団の中核は第1自動車化狙撃兵師団で、ここに在独ソ連軍の第6独立自動車化狙撃兵旅団、国境警備隊の9個連隊、そして一部戦力が加わる事となっていた。この中で第40砲兵旅団に与えられた任務は第1自動車化狙撃兵師団の師団付砲兵集団(Divisionsartilleriegruppe)たる役割を果たす事であった。